# Discographie de Humble Pie
Cet article présente la discographie du groupe de blues rock / hard rock anglais Humble Pie. Il a enregistré onze albums studios d'où seront tirés seize singles et onze albums live. Neuf compilations viendront compléter la discographie.

## Présentation
Humble Pie est un groupe de hard rock / Blues rock anglais fondé par le guitariste chanteur Steve Marriott en 1969. La formation originale était composée outre Marriott (au chant, à la guitare solo et à l'orgue Hammond) en provenance du groupe Small Faces, Peter Frampton (guitare solo, chant) ex-The Herd, Greg Ridley (basse) ex-Spooky Tooth et du jeune batteur (17 ans à l'époque), Jerry Shirley.
Le premier effort discographique du groupe est le single "Natural Born Bugie" enregistré et paru en 1969. Il eut un succès immédiat et se classa à la 4e place des charts britanniques. 1969 sera aussi l'année de parution des deux premiers albums du groupe, As Safe as Yesterday et Town and Country qui sortiront sur le label Immediate Records. En 1970, le groupe signe pour le label A&M Records qui sera sa maison de disque jusqu'en 1975, date de la première séparation du groupe.
Après la sortie des albums studios, Humble Pie et Rock On et la tournée de promotion de ce dernier, Peter Frampton quitte le groupe pour se lancer dans une carrière solo. Il est déjà parti lorsque paraît en novembre 1971, le premier album live du groupe, intitulé Performance Rockin' the Fillmore est le premier grand succès d'Humble Pie, il se classa à la 21e place du Billboard 200 américain et sera certifié disque d'or aux États-Unis.
Après l'arrivée du guitariste Clem Clempson (ex-Colosseum), le groupe retourne en studio pour enregistrer son nouvel album qui sera intitulé Smokin'. L'album sort en mars 1972 et se classe à la 6e place du Billboard 200 aux États-Unis, pays où il sera certifié disque d'or pour plus de 500 000 albums vendus. Au Canada, il se classa 13e, en Allemagne 26e et en Grande-Bretagne il atteindra la 20e place. Il sera le plus grand succès du groupe. L'album double, Eat It sortira en 1973 et sera le dernier album du groupe à se classer dans le top 20 américain 13e, il sera suivi de Thunderbox en 1975 et de Street Rats en 1975, dernier album avant la séparation du groupe.
Steve Marriott redonne vie au groupe en 1980, mais sans Clempson et Ridley remplacés par Bobby Tench et Anthony "Sooty" Jones. Deux albums studios seront enregistrés, On to Victory en 1980 et Go for the Throat en 1981 avant une nouvelle séparation. Jerry Shirley reforme le groupe une dernière fois en 2002 pour l'album Back On Track avec le retour de Ridley et Tench. Steve Marriott, décédé en 1991 est remplacé à la guitare rythmique par Dave Colwell. La séparation du groupe sera définitive lorsque Greg Ridley décéda en 2003.

## Albums

### Albums studios
| Album                                                                                         | Charts | Charts | Charts | Charts | Charts | Charts | Certifications |
| Album                                                                                         | RU     | ALL    | AUS    | CAN    | P-B    | USA    | Certifications |
| --------------------------------------------------------------------------------------------- | ------ | ------ | ------ | ------ | ------ | ------ | -------------- |
| As Safe as Yesterday Is - Sortie: 1er août 1969 - Label: Immediate Records - Formats: LP, CD  | 32     | —      | —      | —      | 6      | —      | —              |
| Town and Country - Sortie: 1er novembre 1969 - Label: Immediate Records - Formats: LP, CD, K7 | —      | —      | —      | —      | —      | —      | —              |
| Humble Pie - Sortie: 1er juillet 1970 - Label: A&M Records - Formats: LP, CD, K7, MP3         | —      | —      | —      | —      | —      | —      | —              |
| Rock On - Sortie: 1er mars 1971 - Label: A&M - Formats: LP, CD, K7, MP                        | —      | —      | —      | 70     | —      | 118    | —              |
| Smokin' - Sortie: 1er mars 1972 - Label: A&M - Formats: Lp, CD, K7, MP3                       | 20     | 26     | 11     | 13     | —      | 6      | Or             |
| Eat It - Sortie: 1er avril 1973 - Label: A&M - Formats: 2 x Lp, CD, K7, MP3                   | 34     | —      | —      | 10     | —      | 13     | —              |
| Thunderbox - Sortie: 1er février 1974 - Label: A&M - Formats: Lp, CD, K7                      | —      | —      | —      | 58     | —      | 52     | —              |
| Street Rats - Sortie: 1er février 1975 - Label: A&M - Formats: Lp, CD, K7                     | —      | —      | —      | 98     | —      | 100    | —              |
| On To Victory - Sortie: 1er avril 1980 - Label: ATCO Records - Formats: Lp, CD, K7            | —      | —      | —      | 86     | —      | 60     | —              |
| Go for the Throat - Sortie: 1er juin 1981 - Label: ATCO - Formats: Lp, CD, K7                 | —      | —      | —      | —      | —      | 154    | —              |
| Back On Track - Sortie: 19 février 2002 - Label: Sanctuary Records - Formats: CD              | —      | —      | —      | —      | —      | —      | —              |

### Albums en public
| Album | Charts | Charts | Charts | Charts | Charts | Certifications |
| Album | RU     | ALL    | AUS    | CAN    | USA    | Certifications |
| --- | ------ | ------ | ------ | ------ | ------ | -------------- |
| Performance Rockin' the Fillmore - Sortie: 1er novembre 1996 - Label: A&M Records - Formats: 2 x Lp CD                        | 32     | 40     | 13     | 17     | 21     | Or             |
| King Biscuit Flower Hour Presents: Humble Pie In Concert - Sortie: 27 février 1996 - Label: KBFH Records - Formats: CD        | —      | —      | —      | —      | —      | —              |
| Natural Born Boogie: The BBC Sessions - Sortie: 29 février 2000 - Label: Fuel 2000 / Band of Joy - Formats: CD                | —      | —      | —      | —      | —      | —              |
| Extended Versions - Sortie: 15 août 2000 - Label: BMG Special Products - Formats: CD, K7, LP                                  | —      | —      | —      | —      | —      | —              |
| Live at the Whiskey A-Go-Go '69 - Sortie: 5 mars 2002 - Label: Sanctuary Records - Formats: CD, MP3                           | —      | —      | —      | —      | —      | —              |
| California '81 - Sortie: 13 mars 2012 - Label: Cleopatra - Formats: CD, K7, LP                                                | —      | —      | —      | —      | —      | —              |
| Live In New-York '81 - Sortie: 30 octobre 2012 - Label: Cleopatra - Formats: CD                                               | —      | —      | —      | —      | —      | —              |
| Rockin' the Fillmore; the Complete Recordings - Sortie: 29 octobre 2013 - Label: Universal Music Group - Formats: Boxset 4 CD | —      | 89     | —      | —      | —      | —              |
| Official Bootleg Vol.1 - Sortie: 13 avril 2019 - Label: HNE Recordings - Formats: Boxset 4 CD                                 | —      | —      | —      | —      | —      | —              |
| Official Bootleg Vol.3 - Sortie: 7 juin 2019 - Label: HNE Recordings - Formats: Boxset 5 CD                                   | —      | —      | —      | —      | —      | —              |
| Official Bootleg Vol.2 - Sortie: 24 octobre 2020 - Label: HNE Recordings - Formats: 2 x Lp                                    | —      | —      | —      | —      | —      | —              |

### Compilations
| Album | Charts | Charts |
| Album | RU     | USA    |
| --- | ------ | ------ |
| Lost and Found - Sortie: 1973 - Label: A&M Records - Formats: 2 x Lp, K7                                  | —      | 37     |
| Back Home Again - Sortie: 1976 - Label: Immediate Records - Formats: LP                                   | —      | —      |
| Greatest Hits - Sortie: 1978 - Label: Immediate Records - Formats: Lp, K7                                 | —      | —      |
| The Best of Humble Pie - Sortie: 1982 - Label: A&M Records - Formats: Lp, CD, K7                          | —      | —      |
| Humble Pie Classics Volume 14 - Sortie: 1987 - Label: A&M - Formats: CD                                   | —      | —      |
| Hot 'n' Nasty: the Anthology - Sortie: 7 juin 1994 - Label: A&M - Formats: CD                             | —      | —      |
| The Scrubbers Sessions - Sortie: 7 mai 1997 - Label: Archive Recordings, Eagle Records - Formats: CD      | —      | —      |
| Twentieth Century Masters: The Millennium Collection - Sortie: 10 octobre 2000 - Label: A&M - Formats: CD | —      | —      |
| The Definitive Collection - Sortie: 29 octobre 2006 - Label: A&M - Formats: CD                            | —      | —      |

## Singles
| Année | Single                                                    | Classement | Classement | Classement | Classement | Classement | Classement | Classement | Classement | Classement | Classement | De l'album              |
| Année | Single                                                    | UK         | ALL        | AUS        | AUT        | BEL(V)     | BEL(W)     | CAN        | P-B        | US hot 100 | US Main.   | De l'album              |
| ----- | --------------------------------------------------------- | ---------- | ---------- | ---------- | ---------- | ---------- | ---------- | ---------- | ---------- | ---------- | ---------- | ----------------------- |
| 1969  | "Natural Born Bugie" - Face B: "Wrist Job"                | 4          | 20         | 9          | 13         | 9          | 14         | —          | 6          | —          | —          | Non-album Single        |
| 1969  | "Natural Born Woman" - Face B: "I'll Go alone"            | —          | —          | —          | —          | —          | —          | —          | —          | —          | —          | As Safe as Yesterday Is |
| 1969  | "The Sad Bag of Shaky Jake" - Face B: "Cold Lady"         | —          | —          | —          | —          | —          | —          | —          | —          | —          | —          | Town and Country        |
| 1970  | "Big Black Dog" - Face B: "Strange Days"                  | —          | —          | —          | —          | —          | —          | —          | —          | —          | —          | Non-album Single        |
| 1971  | "Shine On" - Face B: "Mister Ring"                        | —          | —          | —          | —          | —          | —          | —          | —          | —          | —          | Rock On                 |
| 1971  | "I Don't Need No Doctor" - Face B: "A Song for Jenny"     | —          | —          | —          | —          | —          | —          | 72         | —          | 73         | —          | Non-album Single        |
| 1972  | "30 Days In the Hole" - Face B: "Sweet Peace and Time"    | —          | —          | —          | —          | —          | —          | —          | —          | —          | —          | Smokin'                 |
| 1972  | "Hot 'n' Nasty" - Face B: "You're So Good for Me"         | —          | —          | —          | —          | —          | —          | 35         | —          | 52         | —          | Smokin'                 |
| 1973  | "Black Coffee" - Face B: "Say No More"                    | —          | —          | —          | —          | —          | —          | —          | —          | —          | —          | Eat It                  |
| 1973  | "Get Down To It" - Face B: "Honky Tonk Women"             | —          | —          | —          | —          | —          | —          | —          | —          | —          | —          | Eat It                  |
| 1973  | "Shut Up and Don't Interrupt Me" - Face B: "Black Coffee" | —          | —          | —          | —          | —          | —          | —          | —          | —          | —          | Eat It                  |
| 1973  | "Oh La De Da" - Face B: "The Outcrowd"                    | —          | —          | —          | —          | —          | —          | —          | —          | —          | —          | Thunderbox              |
| 1974  | "Ninety-Nine Pounds" - Face B: "Rally with Ali"           | —          | —          | —          | —          | —          | —          | —          | —          | —          | —          | Thunderbox              |
| 1975  | "Rock and Roll Music" - Face B: "Scored Out"              | —          | —          | —          | —          | —          | —          | —          | —          | —          | —          | Street Rats             |
| 1980  | "Fool for a Pretty Face" - Face B: "You Soppy Pratt"      | —          | —          | —          | —          | —          | —          | —          | —          | 52         | —          | On to Victory           |
| 1981  | "Tin Soldier" - Face B: —                                 | —          | —          | —          | —          | —          | —          | —          | —          | —          | 58         | Go for the Throat       |